# Rio Aongatete
O rio Aongatete (ou Aongatete Stream) é um rio da Nova Zelândia. Flui a noroeste das montanhas Kaimai para entrar no porto de Tauranga ao sul de Katikati.